# Orcinus citoniensis
Orcinus citoniensis é uma espécie extinta de orca identificada no Plioceno Superior da Itália e no Pleistoceno Inferior da Inglaterra. Era menor que a orca moderna, com cerca de 4 metros de comprimento, em comparação com 7 a 10 metros, e possuía aproximadamente 8 dentes a mais em sua mandíbula. Sua aparência pode ter sido semelhante à da orca moderna, sendo possivelmente uma espécie transicional entre a orca atual e outros golfinhos. A O. citoniensis provavelmente caçava peixes e lulas em grupos e convivia com outros grandes predadores da época, como o orcinine [en] Hemisyntrachelus [en] e o tubarão extinto Otodus megalodon.

## Taxonomia
O espécime holótipo, MB-1COC-11.17.18, um esqueleto incompleto, foi descrito pela primeira vez pelo paleontólogo Giovanni Capellini [en] como Orca citoniensis em 1883. Ele provém de sedimentos do Plioceno Superior da fazenda Poltriciano, nos arredores da cidade de Cetona, na Toscana, Itália — o que explica o nome da espécie "citoniensis". Um espécime composto por um dente e um osso periótico direito do ouvido interno, proveniente da formação Red Crag [en] da Inglaterra, datado do Pleistoceno Inferior, foi mencionado pelo geólogo inglês Richard Lydekker em 1887, que observou que esses ossos eram semelhantes, mas consideravelmente menores, que os da orca moderna. Em 1904, o zoólogo francês Édouard Louis Trouessart substituiu Orca por Orcinus e descreveu a baleia como Orcinus citoniensis. Em 1937, o paleontólogo japonês Hikoshichiro Matsumoto referiu-se às descobertas de Lydekker como "Orca cylindrica". Em 1988, o paleontólogo italiano Georg Pilleri atribuiu dentes isolados do Mioceno Médio, espécime MGPT-PU13981, de Savoia, França, à espécie, mas essa atribuição foi revisada em 1996 pelo paleontólogo italiano Giovanni Bianucci, pois a base da raiz do dente era grande demais; além disso, o espécime na verdade data do Plioceno. Bianucci também identificou um fragmento de bico com alvéolos dentários, também do Plioceno Superior da Toscana, que pode pertencer à espécie.
A Orcinus citoniensis pode representar uma espécie transicional entre golfinhos primitivos e a orca moderna. Matsumoto, ao descrever a Orcinus paleorca [en] do Pleistoceno Médio japonês em 1937, observou que os dentes da O. paleorca eram muito maiores e tinham dimensões mais semelhantes às da orca moderna do que os da O. citoniensis.

## Descrição

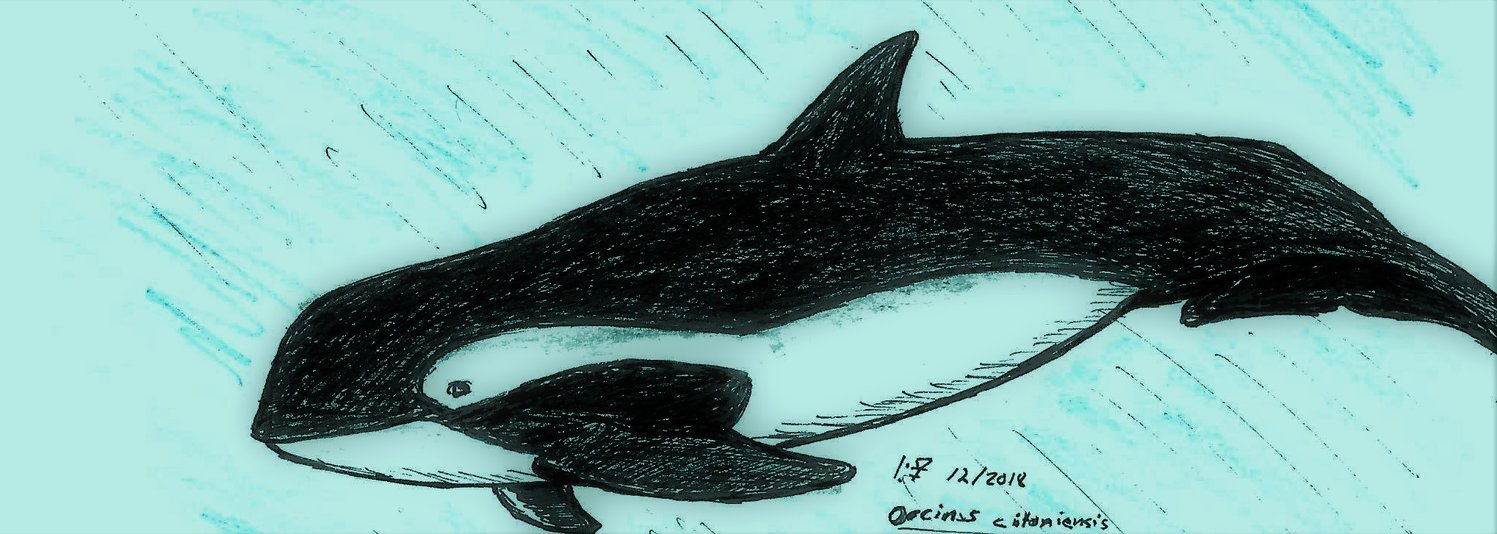
Uma restauração de Orcinus citoniensis

O holótipo inclui a ramo direito da mandíbula, dentes na mandíbula direita, dentes soltos, uma coluna vertebral sem as três primeiras vértebras cervicais e as últimas vértebras caudais, algumas costelas, o esterno, a escápula direita, e fragmentos de úmero e metacarpo da nadadeira. O crânio mede cerca de 60 cm, em contraste com os 65 a 110 cm do crânio da orca moderna. Como na orca moderna, o focinho é largo e relativamente curto, e a órbita ocular é relativamente pequena. Possuía 28 dentes cônicos em cada mandíbula, diferente da orca moderna, que tem, em média, 24.
O holótipo provavelmente tinha cerca de 4 metros de comprimento, em contraste com os 7 a 10 metros da orca moderna. As vértebras são grandes, com 11 vértebras torácicas, e 51 vértebras no total, números comparáveis aos da orca moderna. O acrômio na escápula, que forma parte da articulação do ombro, é curto e largo, como no antigo golfinho nariz-de-garrafa Tursiops capellinii. Sua aparência pode ter sido semelhante à de uma orca pequena.

## Paleobiologia

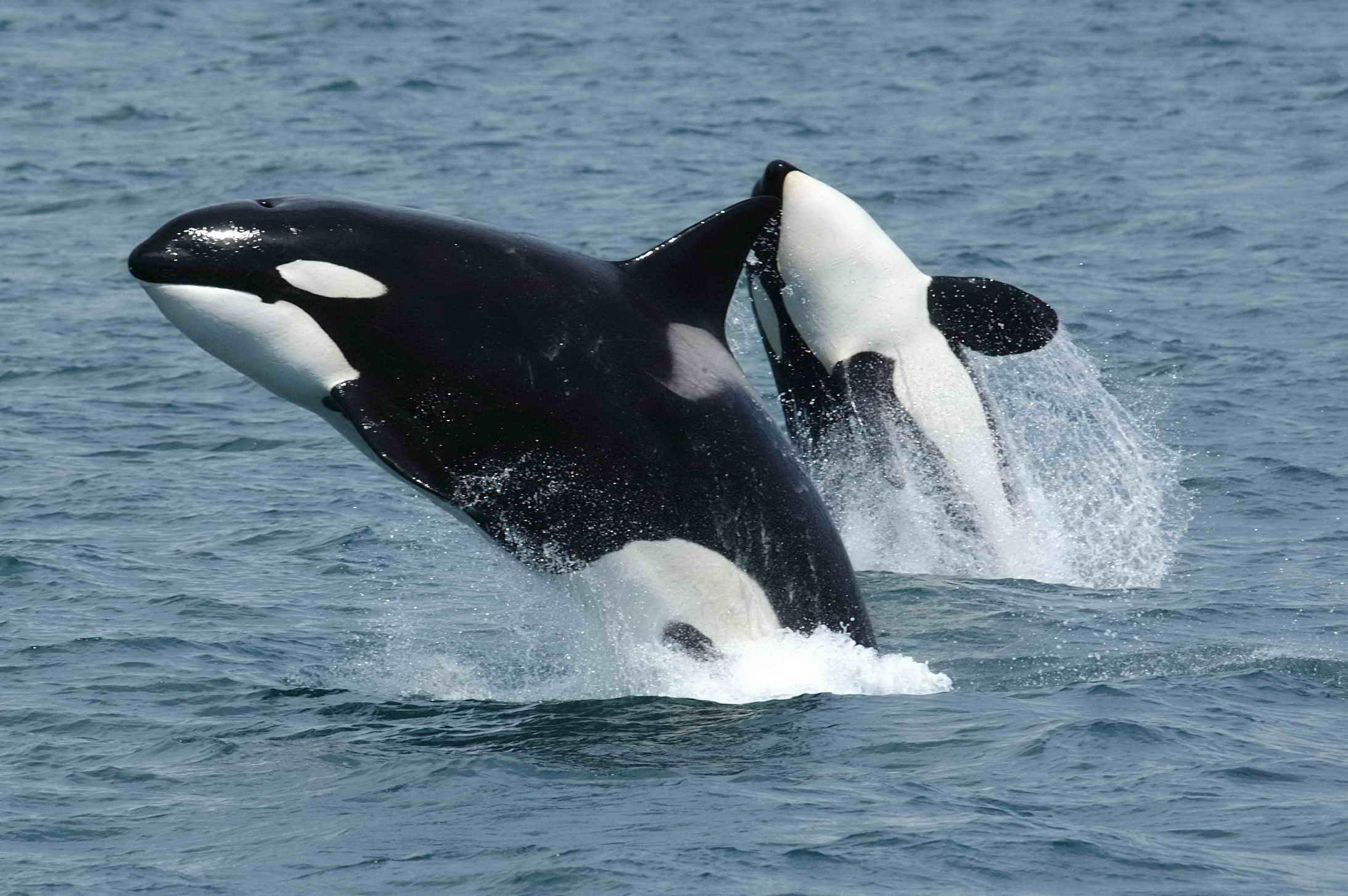
A orca moderna (Orcinus orca)

Assim como a orca moderna e muitos outros golfinhos vivos, a Orcinus citoniensis provavelmente caçava em grupos cooperativos. Quanto à dieta, pode ter sido mais semelhante à falsa orca (Pseudorca crassidens) e à orca-pigmeia (Feresa attenuata), predadores mesopelágicos de lulas e peixes grandes, mas, dada a relativa fragilidade dos dentes, pode ter sido capaz apenas de capturar peixes de pequeno a médio porte (embora provavelmente ainda pudesse morder e rasgar presas grandes).

## Paleoecologia
O Plioceno da Toscana representa uma zona de ressurgência rica em nutrientes em águas costeiras e na parte superior da zona afótica ao longo de uma encosta continental. O Plioceno da Itália apresentava uma ampla variedade de mamíferos marinhos, como golfinhos Etruridelphis [en], a pequena cachalote  Kogia pusilla, zifiídeos como Tusciziphius [en], baleias de barbatana como Eschrichtioides [en], o dugongo Metaxytherium subapenninum e o lobo-marinho Pliophoca [en]; também apresentava vários tubarões. Os principais predadores eram o orcinine [en] Hemisyntrachelus [en] e o tubarão extinto megalodonte. A área possui uma das mais diversas assembleias de crustáceos decápodes do Plioceno, indicando um fundo marinho arenoso-lodoso e, em alguns lugares, rochoso, com águas calmas, bem oxigenadas e próximas à costa, condições favoráveis à vida de decápodes. Erva marinha pode ter sido comum, semelhante às modernas pradarias de Posidonia oceanica que ocorrem na região.
A Formação Red Crag representa um ambiente temperado e raso de águas próximas à costa, possivelmente na foz de um grande rio, indicado por pólen de coníferas e restos de pequenos vertebrados terrestres. Lydekker identificou várias outras baleias na formação, como a Balaenoptera sibbaldina, a cachalote Hoplocetus [en], o squalodon Squalodon antverpiensis, além de algumas espécies que existem atualmente, como a baleia-bicuda-de-cabeça-plana-do-norte (Hyperoodon ampullatus), a baleia-bicuda-de-layard (Mesoplodon layardii) e a baleia-piloto-de-aleta-longa (Globicephala melas). Dentes de tubarão [en] e coprólitos de raias também foram encontrados.